# Mycale porosa
Mycale porosa är en svampdjursart som först beskrevs av Ridley och Arthur Dendy 1886.  Mycale porosa ingår i släktet Mycale och familjen Mycalidae.
Artens utbredningsområde är New South Wales. Inga underarter finns listade i Catalogue of Life.